# Tour de Romandia 2023
El Tour de Romandia 2023 fou la 76a edició del Tour de Romandia. La cursa es disputà entre el 25 i el 30 d'abril de 2023 sobre un recorregut de 691,57 km distribuïts en sis etapes. La cursa formava part de l'UCI World Tour 2023.
El vencedor final fou el britànic Adam Yates (UAE Team Emirates), que s'imposà per tan sols 19 segons a Matteo Jorgenson (Movistar Team). Damiano Caruso (Bahrain Victorious) completà el podi.

## Equips
En ser el Tour de Romandia una cursa de l'UCI World Tour els 18 equip amb categoria World Tour tenen el dret i obligació a prendre-hi part. A banda, l'organitzador va convidar a tres equips ProTeams i la selecció nacional suïssa.
| WorldTeams (18)- AG2R Citroën Team - Alpecin-Deceuninck - Astana Qazaqstan Team - Bahrain Victorious - Bora-Hansgrohe - Cofidis - EF Education-EasyPost - Groupama-FDJ - Ineos Grenadiers - Intermarché-Circus-Wanty - Jumbo-Visma - Movistar Team - Soudal Quick-Step - Arkéa-Samsic - Team DSM - Team Jayco AlUla - Trek-Segafredo - UAE Team Emirates ProTeams (3)- Israel-Premier Tech - Lotto Dstny - Tudor Pro Cycling Team Equip nacional- Suïssa |
| |

## Etapes
| Etapa    | Data      | Ciutats d'etapa                         | type                      | Distància (km) | Desnivell (m) | Vencedor de l'etapa     | Líder de la general |
| -------- | --------- | --------------------------------------- | ------------------------- | -------------- | ------------- | ----------------------- | ------------------- |
| Pròleg   | 25 de abr | Port-Valais – Port-Valais               | pròleg                    | 6,82           | 10 m          | Josef Černý             | Josef Černý         |
| 1a etapa | 26 de abr | Crissier – Vallée de Joux               | etapa accidentada         | 170,9          | 2.323 m       | Ethan Vernon            | Ethan Vernon        |
| 2a etapa | 27 de abr | Morteau – La Chaux-de-Fonds             | etapa accidentada         | 162,7          | 2.653 m       | Ethan Hayter            | Ethan Hayter        |
| 3a etapa | 28 de abr | Châtel-Saint-Denis – Châtel-Saint-Denis | contrarellotge individual | 18,75          | 377 m         | Juan Ayuso Pesquera     | Juan Ayuso Pesquera |
| 4a etapa | 29 de abr | Sion – Thyon                            | etapa de muntanya         | 161,6          | 4.308 m       | Adam Yates              | Adam Yates          |
| 5a etapa | 30 de abr | Vufflens-la-Ville – Ginebra             | etapa accidentada         | 170,8          | 2.287 m       | Fernando Gaviria Rendón | Adam Yates          |

### Pròleg
Port-Valais - Port-Valais. 25 d'abril de 2023. 6,82 km (CRI)
| \| Classificació de l'etapa \| Classificació de l'etapa \| Classificació de l'etapa \| Classificació de l'etapa \| Classificació de l'etapa \| \| Corredor \| Corredor \| Equip \| Temps \| \| \| ------------------------ \| ------------------------ \| ------------------------ \| ------------------------ \| ------------------------ \| \| 1r \| Josef Černý \| Soudal Quick-Step \| 7' 25" \| \| \| 2n \| Tobias Foss \| Jumbo-Visma \| + 1" \| \| \| 3r \| Rémi Cavagna \| Soudal Quick-Step \| + 1" \| \| \| 4t \| Nico Denz \| Bora-Hansgrohe \| + 4" \| \| \| 5è \| Joel Suter \| Tudor Pro Cycling Team \| + 5" \| \| \| 6è \| Ethan Hayter \| Ineos Grenadiers \| + 5" \| \| \| 7è \| Mikkel Bjerg \| UAE Team Emirates \| + 9" \| \| \| 8è \| Matteo Sobrero \| Team Jayco AlUla \| + 9" \| \| \| 9è \| Ivo Oliveira \| UAE Team Emirates \| + 9" \| \| \| 10è \| Ethan Vernon \| Soudal Quick-Step \| + 10" \| \| |                |                        |        |
| |                |                        |        |
| Font: ProCyclingStats |                |                        |        |
| Classificació de l'etapa |                |                        |        |
| Corredor | Corredor       | Equip                  | Temps  |
| 1r | Josef Černý    | Soudal Quick-Step      | 7' 25" |
| 2n | Tobias Foss    | Jumbo-Visma            | + 1"   |
| 3r | Rémi Cavagna   | Soudal Quick-Step      | + 1"   |
| 4t | Nico Denz      | Bora-Hansgrohe         | + 4"   |
| 5è | Joel Suter     | Tudor Pro Cycling Team | + 5"   |
| 6è | Ethan Hayter   | Ineos Grenadiers       | + 5"   |
| 7è | Mikkel Bjerg   | UAE Team Emirates      | + 9"   |
| 8è | Matteo Sobrero | Team Jayco AlUla       | + 9"   |
| 9è | Ivo Oliveira   | UAE Team Emirates      | + 9"   |
| 10è | Ethan Vernon   | Soudal Quick-Step      | + 10"  |

| \| Classificació general \| Classificació general \| Classificació general \| Classificació general \| Classificació general \| \| Corredor \| Corredor \| Equip \| Temps \| \| \| --------------------- \| --------------------- \| ---------------------- \| --------------------- \| --------------------- \| \| 1r \| Josef Černý \| Soudal Quick-Step \| 7' 25" \| \| \| 2n \| Tobias Foss \| Jumbo-Visma \| + 1" \| \| \| 3r \| Rémi Cavagna \| Soudal Quick-Step \| + 1" \| \| \| 4t \| Nico Denz \| Bora-Hansgrohe \| + 4" \| \| \| 5è \| Joel Suter \| Tudor Pro Cycling Team \| + 5" \| \| \| 6è \| Ethan Hayter \| Ineos Grenadiers \| + 5" \| \| \| 7è \| Mikkel Bjerg \| UAE Team Emirates \| + 9" \| \| \| 8è \| Matteo Sobrero \| Team Jayco AlUla \| + 9" \| \| \| 9è \| Ivo Oliveira \| UAE Team Emirates \| + 9" \| \| \| 10è \| Ethan Vernon \| Soudal Quick-Step \| + 10" \| \| |                |                        |        |
| |                |                        |        |
| Font: ProCyclingStats |                |                        |        |
| Classificació general |                |                        |        |
| Corredor | Corredor       | Equip                  | Temps  |
| 1r | Josef Černý    | Soudal Quick-Step      | 7' 25" |
| 2n | Tobias Foss    | Jumbo-Visma            | + 1"   |
| 3r | Rémi Cavagna   | Soudal Quick-Step      | + 1"   |
| 4t | Nico Denz      | Bora-Hansgrohe         | + 4"   |
| 5è | Joel Suter     | Tudor Pro Cycling Team | + 5"   |
| 6è | Ethan Hayter   | Ineos Grenadiers       | + 5"   |
| 7è | Mikkel Bjerg   | UAE Team Emirates      | + 9"   |
| 8è | Matteo Sobrero | Team Jayco AlUla       | + 9"   |
| 9è | Ivo Oliveira   | UAE Team Emirates      | + 9"   |
| 10è | Ethan Vernon   | Soudal Quick-Step      | + 10"  |

### Etapa 1
Crissier - Vall de Joux. 26 d'abril de 2023. 170,9 km
| \| Classificació de l'etapa \| Classificació de l'etapa \| Classificació de l'etapa \| Classificació de l'etapa \| Classificació de l'etapa \| \| Corredor \| Corredor \| Equip \| Temps \| \| \| ------------------------ \| ------------------------ \| ------------------------ \| ------------------------ \| ------------------------ \| \| 1r \| Ethan Vernon \| Soudal Quick-Step \| 4h 05' 34" \| \| \| 2n \| Thibau Nys \| Trek-Segafredo \| + 0" \| \| \| 3r \| Milan Menten \| Lotto Dstny \| + 0" \| \| \| 4t \| Romain Bardet \| Team DSM \| + 0" \| \| \| 5è \| Jacopo Mosca \| Trek-Segafredo \| + 0" \| \| \| 6è \| Nick Schultz \| Israel-Premier Tech \| + 0" \| \| \| 7è \| Lilian Calmejane \| Intermarché-Circus-Wanty \| + 0" \| \| \| 8è \| Clément Venturini \| AG2R Citroën Team \| + 0" \| \| \| 9è \| Ivo Oliveira \| UAE Team Emirates \| + 0" \| \| \| 10è \| Quinten Hermans \| Alpecin-Deceuninck \| + 0" \| \| |                   |                          |            |
| |                   |                          |            |
| Font: ProCyclingStats |                   |                          |            |
| Classificació de l'etapa |                   |                          |            |
| Corredor | Corredor          | Equip                    | Temps      |
| 1r | Ethan Vernon      | Soudal Quick-Step        | 4h 05' 34" |
| 2n | Thibau Nys        | Trek-Segafredo           | + 0"       |
| 3r | Milan Menten      | Lotto Dstny              | + 0"       |
| 4t | Romain Bardet     | Team DSM                 | + 0"       |
| 5è | Jacopo Mosca      | Trek-Segafredo           | + 0"       |
| 6è | Nick Schultz      | Israel-Premier Tech      | + 0"       |
| 7è | Lilian Calmejane  | Intermarché-Circus-Wanty | + 0"       |
| 8è | Clément Venturini | AG2R Citroën Team        | + 0"       |
| 9è | Ivo Oliveira      | UAE Team Emirates        | + 0"       |
| 10è | Quinten Hermans   | Alpecin-Deceuninck       | + 0"       |

| \| Classificació general \| Classificació general \| Classificació general \| Classificació general \| Classificació general \| \| Corredor \| Corredor \| Equip \| Temps \| \| \| --------------------- \| --------------------- \| ---------------------- \| --------------------- \| --------------------- \| \| 1r \| Ethan Vernon \| Soudal Quick-Step \| 4h 12' 59" \| \| \| 2n \| Josef Černý \| Soudal Quick-Step \| + 0" \| \| \| 3r \| Tobias Foss \| Jumbo-Visma \| + 1" \| \| \| 4t \| Rémi Cavagna \| Soudal Quick-Step \| + 1" \| \| \| 5è \| Nico Denz \| Bora-Hansgrohe \| + 4" \| \| \| 6è \| Joel Suter \| Tudor Pro Cycling Team \| + 5" \| \| \| 7è \| Ethan Hayter \| Ineos Grenadiers \| + 5" \| \| \| 8è \| Mikkel Bjerg \| UAE Team Emirates \| + 9" \| \| \| 9è \| Matteo Sobrero \| Team Jayco AlUla \| + 9" \| \| \| 10è \| Ivo Oliveira \| UAE Team Emirates \| + 9" \| \| |                |                        |            |
| |                |                        |            |
| Font: ProCyclingStats |                |                        |            |
| Classificació general |                |                        |            |
| Corredor | Corredor       | Equip                  | Temps      |
| 1r | Ethan Vernon   | Soudal Quick-Step      | 4h 12' 59" |
| 2n | Josef Černý    | Soudal Quick-Step      | + 0"       |
| 3r | Tobias Foss    | Jumbo-Visma            | + 1"       |
| 4t | Rémi Cavagna   | Soudal Quick-Step      | + 1"       |
| 5è | Nico Denz      | Bora-Hansgrohe         | + 4"       |
| 6è | Joel Suter     | Tudor Pro Cycling Team | + 5"       |
| 7è | Ethan Hayter   | Ineos Grenadiers       | + 5"       |
| 8è | Mikkel Bjerg   | UAE Team Emirates      | + 9"       |
| 9è | Matteo Sobrero | Team Jayco AlUla       | + 9"       |
| 10è | Ivo Oliveira   | UAE Team Emirates      | + 9"       |

### Etapa 2
Morteau - La Chaux-de-Fonds. 27 d'abril de 2023. 162,7 km
| \| Classificació de l'etapa \| Classificació de l'etapa \| Classificació de l'etapa \| Classificació de l'etapa \| Classificació de l'etapa \| \| Corredor \| Corredor \| Equip \| Temps \| \| \| ------------------------ \| ------------------------ \| ------------------------ \| ------------------------ \| ------------------------ \| \| 1r \| Ethan Hayter \| Ineos Grenadiers \| 3h 55' 20" \| \| \| 2n \| Juan Ayuso Pesquera \| UAE Team Emirates \| + 0" \| \| \| 3r \| Romain Bardet \| Team DSM \| + 0" \| \| \| 4t \| Matteo Sobrero \| Team Jayco AlUla \| + 0" \| \| \| 5è \| Oscar Onley \| Team DSM \| + 0" \| \| \| 6è \| Harry Sweeny \| Lotto Dstny \| + 0" \| \| \| 7è \| Kobe Goossens \| Intermarché-Circus-Wanty \| + 0" \| \| \| 8è \| Magnus Cort Nielsen \| EF Education-EasyPost \| + 0" \| \| \| 9è \| Finn Fisher-Black \| UAE Team Emirates \| + 0" \| \| \| 10è \| Nick Schultz \| Israel-Premier Tech \| + 0" \| \| |                     |                          |            |
| |                     |                          |            |
| Font: ProCyclingStats |                     |                          |            |
| Classificació de l'etapa |                     |                          |            |
| Corredor | Corredor            | Equip                    | Temps      |
| 1r | Ethan Hayter        | Ineos Grenadiers         | 3h 55' 20" |
| 2n | Juan Ayuso Pesquera | UAE Team Emirates        | + 0"       |
| 3r | Romain Bardet       | Team DSM                 | + 0"       |
| 4t | Matteo Sobrero      | Team Jayco AlUla         | + 0"       |
| 5è | Oscar Onley         | Team DSM                 | + 0"       |
| 6è | Harry Sweeny        | Lotto Dstny              | + 0"       |
| 7è | Kobe Goossens       | Intermarché-Circus-Wanty | + 0"       |
| 8è | Magnus Cort Nielsen | EF Education-EasyPost    | + 0"       |
| 9è | Finn Fisher-Black   | UAE Team Emirates        | + 0"       |
| 10è | Nick Schultz        | Israel-Premier Tech      | + 0"       |

| \| Classificació general \| Classificació general \| Classificació general \| Classificació general \| Classificació general \| \| Corredor \| Corredor \| Equip \| Temps \| \| \| --------------------- \| ---------------------------- \| --------------------- \| --------------------- \| --------------------- \| \| 1r \| Ethan Hayter \| Ineos Grenadiers \| 8h 08' 14" \| \| \| 2n \| Tobias Foss \| Jumbo-Visma \| + 6" \| \| \| 3r \| Rémi Cavagna \| Soudal Quick-Step \| + 6" \| \| \| 4t \| Juan Ayuso Pesquera \| UAE Team Emirates \| + 11" \| \| \| 5è \| Matteo Sobrero \| Team Jayco AlUla \| + 14" \| \| \| 6è \| Nélson Oliveira \| Movistar Team \| + 15" \| \| \| 7è \| Romain Bardet \| Team DSM \| + 17" \| \| \| 8è \| Jonathan Castroviejo Nicolás \| Ineos Grenadiers \| + 17" \| \| \| 9è \| Finn Fisher-Black \| UAE Team Emirates \| + 17" \| \| \| 10è \| Rainer Kepplinger \| Bahrain Victorious \| + 18" \| \| |                              |                    |            |
| |                              |                    |            |
| Font: ProCyclingStats |                              |                    |            |
| Classificació general |                              |                    |            |
| Corredor | Corredor                     | Equip              | Temps      |
| 1r | Ethan Hayter                 | Ineos Grenadiers   | 8h 08' 14" |
| 2n | Tobias Foss                  | Jumbo-Visma        | + 6"       |
| 3r | Rémi Cavagna                 | Soudal Quick-Step  | + 6"       |
| 4t | Juan Ayuso Pesquera          | UAE Team Emirates  | + 11"      |
| 5è | Matteo Sobrero               | Team Jayco AlUla   | + 14"      |
| 6è | Nélson Oliveira              | Movistar Team      | + 15"      |
| 7è | Romain Bardet                | Team DSM           | + 17"      |
| 8è | Jonathan Castroviejo Nicolás | Ineos Grenadiers   | + 17"      |
| 9è | Finn Fisher-Black            | UAE Team Emirates  | + 17"      |
| 10è | Rainer Kepplinger            | Bahrain Victorious | + 18"      |

### Etapa 3
Châtel-Saint-Denis - Châtel-Saint-Denis. 28 d'abril de 2023. 18,75 km (CRI)
| \| Classificació de l'etapa \| Classificació de l'etapa \| Classificació de l'etapa \| Classificació de l'etapa \| Classificació de l'etapa \| \| Corredor \| Corredor \| Equip \| Temps \| \| \| ------------------------ \| ------------------------ \| ------------------------ \| ------------------------ \| ------------------------ \| \| 1r \| Juan Ayuso Pesquera \| UAE Team Emirates \| 25' 15" \| \| \| 2n \| Matteo Jorgenson \| Movistar Team \| + 5" \| \| \| 3r \| Adam Yates \| UAE Team Emirates \| + 17" \| \| \| 4t \| Nélson Oliveira \| Movistar Team \| + 18" \| \| \| 5è \| William Barta \| Movistar Team \| + 19" \| \| \| 6è \| Damiano Caruso \| Bahrain Victorious \| + 20" \| \| \| 7è \| Mikkel Bjerg \| UAE Team Emirates \| + 24" \| \| \| 8è \| Tobias Foss \| Jumbo-Visma \| + 24" \| \| \| 9è \| Gino Mäder \| Bahrain Victorious \| + 25" \| \| \| 10è \| Max Poole \| Team DSM \| + 27" \| \| |                     |                    |         |
| |                     |                    |         |
| Font: ProCyclingStats |                     |                    |         |
| Classificació de l'etapa |                     |                    |         |
| Corredor | Corredor            | Equip              | Temps   |
| 1r | Juan Ayuso Pesquera | UAE Team Emirates  | 25' 15" |
| 2n | Matteo Jorgenson    | Movistar Team      | + 5"    |
| 3r | Adam Yates          | UAE Team Emirates  | + 17"   |
| 4t | Nélson Oliveira     | Movistar Team      | + 18"   |
| 5è | William Barta       | Movistar Team      | + 19"   |
| 6è | Damiano Caruso      | Bahrain Victorious | + 20"   |
| 7è | Mikkel Bjerg        | UAE Team Emirates  | + 24"   |
| 8è | Tobias Foss         | Jumbo-Visma        | + 24"   |
| 9è | Gino Mäder          | Bahrain Victorious | + 25"   |
| 10è | Max Poole           | Team DSM           | + 27"   |

| \| Classificació general \| Classificació general \| Classificació general \| Classificació general \| Classificació general \| \| Corredor \| Corredor \| Equip \| Temps \| \| \| --------------------- \| ---------------------------- \| --------------------- \| --------------------- \| --------------------- \| \| 1r \| Juan Ayuso Pesquera \| UAE Team Emirates \| 8h 33' 40" \| \| \| 2n \| Matteo Jorgenson \| Movistar Team \| + 18" \| \| \| 3r \| Tobias Foss \| Jumbo-Visma \| + 19" \| \| \| 4t \| Nélson Oliveira \| Movistar Team \| + 22" \| \| \| 5è \| Adam Yates \| UAE Team Emirates \| + 30" \| \| \| 6è \| Damiano Caruso \| Bahrain Victorious \| + 32" \| \| \| 7è \| Finn Fisher-Black \| UAE Team Emirates \| + 34" \| \| \| 8è \| Jonathan Castroviejo Nicolás \| Ineos Grenadiers \| + 36" \| \| \| 9è \| Max Poole \| Team DSM \| + 37" \| \| \| 10è \| Ethan Hayter \| Ineos Grenadiers \| + 38" \| \| |                              |                    |            |
| |                              |                    |            |
| Font: ProCyclingStats |                              |                    |            |
| Classificació general |                              |                    |            |
| Corredor | Corredor                     | Equip              | Temps      |
| 1r | Juan Ayuso Pesquera          | UAE Team Emirates  | 8h 33' 40" |
| 2n | Matteo Jorgenson             | Movistar Team      | + 18"      |
| 3r | Tobias Foss                  | Jumbo-Visma        | + 19"      |
| 4t | Nélson Oliveira              | Movistar Team      | + 22"      |
| 5è | Adam Yates                   | UAE Team Emirates  | + 30"      |
| 6è | Damiano Caruso               | Bahrain Victorious | + 32"      |
| 7è | Finn Fisher-Black            | UAE Team Emirates  | + 34"      |
| 8è | Jonathan Castroviejo Nicolás | Ineos Grenadiers   | + 36"      |
| 9è | Max Poole                    | Team DSM           | + 37"      |
| 10è | Ethan Hayter                 | Ineos Grenadiers   | + 38"      |

### Etapa 4
Sion - Thyon. 29 d'abril de 2023. 161,6 km
| \| Classificació de l'etapa \| Classificació de l'etapa \| Classificació de l'etapa \| Classificació de l'etapa \| Classificació de l'etapa \| \| Corredor \| Corredor \| Equip \| Temps \| \| \| ------------------------ \| ------------------------ \| ------------------------ \| ------------------------ \| ------------------------ \| \| 1r \| Adam Yates \| UAE Team Emirates \| 4h 40' 41" \| \| \| 2n \| Thibaut Pinot \| Groupama-FDJ \| + 7" \| \| \| 3r \| Damiano Caruso \| Bahrain Victorious \| + 19" \| \| \| 4t \| Max Poole \| Team DSM \| + 21" \| \| \| 5è \| Matteo Jorgenson \| Movistar Team \| + 21" \| \| \| 6è \| Cian Uijtdebroeks \| Bora-Hansgrohe \| + 23" \| \| \| 7è \| Romain Bardet \| Team DSM \| + 45" \| \| \| 8è \| Egan Bernal Gómez \| Ineos Grenadiers \| + 54" \| \| \| 9è \| Edward Dunbar \| Team Jayco AlUla \| + 54" \| \| \| 10è \| Thomas Gloag \| Jumbo-Visma \| + 54" \| \| |                   |                    |            |
| |                   |                    |            |
| Font: ProCyclingStats |                   |                    |            |
| Classificació de l'etapa |                   |                    |            |
| Corredor | Corredor          | Equip              | Temps      |
| 1r | Adam Yates        | UAE Team Emirates  | 4h 40' 41" |
| 2n | Thibaut Pinot     | Groupama-FDJ       | + 7"       |
| 3r | Damiano Caruso    | Bahrain Victorious | + 19"      |
| 4t | Max Poole         | Team DSM           | + 21"      |
| 5è | Matteo Jorgenson  | Movistar Team      | + 21"      |
| 6è | Cian Uijtdebroeks | Bora-Hansgrohe     | + 23"      |
| 7è | Romain Bardet     | Team DSM           | + 45"      |
| 8è | Egan Bernal Gómez | Ineos Grenadiers   | + 54"      |
| 9è | Edward Dunbar     | Team Jayco AlUla   | + 54"      |
| 10è | Thomas Gloag      | Jumbo-Visma        | + 54"      |

| \| Classificació general \| Classificació general \| Classificació general \| Classificació general \| Classificació general \| \| Corredor \| Corredor \| Equip \| Temps \| \| \| --------------------- \| --------------------- \| --------------------- \| --------------------- \| --------------------- \| \| 1r \| Adam Yates \| UAE Team Emirates \| 13h 14' 41" \| \| \| 2n \| Matteo Jorgenson \| Movistar Team \| + 19" \| \| \| 3r \| Damiano Caruso \| Bahrain Victorious \| + 27" \| \| \| 4t \| Max Poole \| Team DSM \| + 38" \| \| \| 5è \| Thibaut Pinot \| Groupama-FDJ \| + 41" \| \| \| 6è \| Cian Uijtdebroeks \| Bora-Hansgrohe \| + 1' 21" \| \| \| 7è \| Romain Bardet \| Team DSM \| + 1' 28" \| \| \| 8è \| Egan Bernal Gómez \| Ineos Grenadiers \| + 1' 53" \| \| \| 9è \| Edward Dunbar \| Team Jayco AlUla \| + 1' 53" \| \| \| 10è \| Rafał Majka \| UAE Team Emirates \| + 2' 07" \| \| |                   |                    |             |
| |                   |                    |             |
| Font: ProCyclingStats |                   |                    |             |
| Classificació general |                   |                    |             |
| Corredor | Corredor          | Equip              | Temps       |
| 1r | Adam Yates        | UAE Team Emirates  | 13h 14' 41" |
| 2n | Matteo Jorgenson  | Movistar Team      | + 19"       |
| 3r | Damiano Caruso    | Bahrain Victorious | + 27"       |
| 4t | Max Poole         | Team DSM           | + 38"       |
| 5è | Thibaut Pinot     | Groupama-FDJ       | + 41"       |
| 6è | Cian Uijtdebroeks | Bora-Hansgrohe     | + 1' 21"    |
| 7è | Romain Bardet     | Team DSM           | + 1' 28"    |
| 8è | Egan Bernal Gómez | Ineos Grenadiers   | + 1' 53"    |
| 9è | Edward Dunbar     | Team Jayco AlUla   | + 1' 53"    |
| 10è | Rafał Majka       | UAE Team Emirates  | + 2' 07"    |

### Etapa 5
Vufflens-la-Ville - Ginebra. 30 d'abril de 2023. 170,8 km
| \| Classificació de l'etapa \| Classificació de l'etapa \| Classificació de l'etapa \| Classificació de l'etapa \| Classificació de l'etapa \| \| Corredor \| Corredor \| Equip \| Temps \| \| \| ------------------------ \| ------------------------ \| ------------------------ \| ------------------------ \| ------------------------ \| \| 1r \| Fernando Gaviria Rendón \| Movistar Team \| 3h 58' 01" \| \| \| 2n \| Nikias Arndt \| Bahrain Victorious \| + 0" \| \| \| 3r \| Ethan Hayter \| Ineos Grenadiers \| + 0" \| \| \| 4t \| Milan Menten \| Lotto Dstny \| + 0" \| \| \| 5è \| Gianmarco Garofoli \| Astana Qazaqstan Team \| + 0" \| \| \| 6è \| Luca Mozzato \| Arkéa-Samsic \| + 0" \| \| \| 7è \| Lewis Askey \| Groupama-FDJ \| + 0" \| \| \| 8è \| Magnus Cort Nielsen \| EF Education-EasyPost \| + 0" \| \| \| 9è \| Matteo Sobrero \| Team Jayco AlUla \| + 0" \| \| \| 10è \| Dion Smith \| Intermarché-Circus-Wanty \| + 0" \| \| |                         |                          |            |
| |                         |                          |            |
| Font: ProCyclingStats |                         |                          |            |
| Classificació de l'etapa |                         |                          |            |
| Corredor | Corredor                | Equip                    | Temps      |
| 1r | Fernando Gaviria Rendón | Movistar Team            | 3h 58' 01" |
| 2n | Nikias Arndt            | Bahrain Victorious       | + 0"       |
| 3r | Ethan Hayter            | Ineos Grenadiers         | + 0"       |
| 4t | Milan Menten            | Lotto Dstny              | + 0"       |
| 5è | Gianmarco Garofoli      | Astana Qazaqstan Team    | + 0"       |
| 6è | Luca Mozzato            | Arkéa-Samsic             | + 0"       |
| 7è | Lewis Askey             | Groupama-FDJ             | + 0"       |
| 8è | Magnus Cort Nielsen     | EF Education-EasyPost    | + 0"       |
| 9è | Matteo Sobrero          | Team Jayco AlUla         | + 0"       |
| 10è | Dion Smith              | Intermarché-Circus-Wanty | + 0"       |

## Classificacions finals

### Classificació general
| \| Classificació general \| Classificació general \| Classificació general \| Classificació general \| Classificació general \| \| Corredor \| Corredor \| Equip \| Temps \| \| \| --------------------- \| --------------------- \| --------------------- \| --------------------- \| --------------------- \| \| 1r \| Adam Yates \| UAE Team Emirates \| 17h 12' 42" \| \| \| 2n \| Matteo Jorgenson \| Movistar Team \| + 19" \| \| \| 3r \| Damiano Caruso \| Bahrain Victorious \| + 27" \| \| \| 4t \| Max Poole \| Team DSM \| + 38" \| \| \| 5è \| Thibaut Pinot \| Groupama-FDJ \| + 41" \| \| \| 6è \| Cian Uijtdebroeks \| Bora-Hansgrohe \| + 1' 21" \| \| \| 7è \| Romain Bardet \| Team DSM \| + 1' 28" \| \| \| 8è \| Egan Bernal Gómez \| Ineos Grenadiers \| + 1' 53" \| \| \| 9è \| Edward Dunbar \| Team Jayco AlUla \| + 1' 53" \| \| \| 10è \| Rafał Majka \| UAE Team Emirates \| + 2' 07" \| \| |                   |                    |             |
| |                   |                    |             |
| Font: ProCyclingStats |                   |                    |             |
| Classificació general |                   |                    |             |
| Corredor | Corredor          | Equip              | Temps       |
| 1r | Adam Yates        | UAE Team Emirates  | 17h 12' 42" |
| 2n | Matteo Jorgenson  | Movistar Team      | + 19"       |
| 3r | Damiano Caruso    | Bahrain Victorious | + 27"       |
| 4t | Max Poole         | Team DSM           | + 38"       |
| 5è | Thibaut Pinot     | Groupama-FDJ       | + 41"       |
| 6è | Cian Uijtdebroeks | Bora-Hansgrohe     | + 1' 21"    |
| 7è | Romain Bardet     | Team DSM           | + 1' 28"    |
| 8è | Egan Bernal Gómez | Ineos Grenadiers   | + 1' 53"    |
| 9è | Edward Dunbar     | Team Jayco AlUla   | + 1' 53"    |
| 10è | Rafał Majka       | UAE Team Emirates  | + 2' 07"    |

### Classificacions secundàries
| Classificació per punts | Classificació per punts | Classificació per punts | Classificació per punts | Classificació per punts |
| Corredor                | Corredor                | Equip                   | Punts                   |                         |
| ----------------------- | ----------------------- | ----------------------- | ----------------------- | ----------------------- |
| 1r                      | Ethan Hayter            | Ineos Grenadiers        | 100 pts                 |                         |
| 2n                      | Juan Ayuso Pesquera     | UAE Team Emirates       | 64 pts                  |                         |
| 3r                      | Ethan Vernon            | Soudal Quick-Step       | 57 pts                  |                         |
| 4t                      | Adam Yates              | UAE Team Emirates       | 52 pts                  |                         |
| 5è                      | Romain Bardet           | Team DSM                | 51 pts                  |                         |
| 6è                      | Fernando Gaviria Rendón | Movistar Team           | 50 pts                  |                         |
| 7è                      | Matteo Jorgenson        | Movistar Team           | 48 pts                  |                         |
| 8è                      | Damiano Caruso          | Bahrain Victorious      | 40 pts                  |                         |
| 9è                      | Nikias Arndt            | Bahrain Victorious      | 38 pts                  |                         |
| 10è                     | Milan Menten            | Lotto Dstny             | 38 pts                  |                         |

| Classificació per punts | Classificació per punts | Classificació per punts | Classificació per punts | Classificació per punts |
| Corredor                | Corredor                | Equip                   | Punts                   |                         |
| ----------------------- | ----------------------- | ----------------------- | ----------------------- | ----------------------- |
| 1r                      | Ethan Hayter            | Ineos Grenadiers        | 100 pts                 |                         |
| 2n                      | Juan Ayuso Pesquera     | UAE Team Emirates       | 64 pts                  |                         |
| 3r                      | Ethan Vernon            | Soudal Quick-Step       | 57 pts                  |                         |
| 4t                      | Adam Yates              | UAE Team Emirates       | 52 pts                  |                         |
| 5è                      | Romain Bardet           | Team DSM                | 51 pts                  |                         |
| 6è                      | Fernando Gaviria Rendón | Movistar Team           | 50 pts                  |                         |
| 7è                      | Matteo Jorgenson        | Movistar Team           | 48 pts                  |                         |
| 8è                      | Damiano Caruso          | Bahrain Victorious      | 40 pts                  |                         |
| 9è                      | Nikias Arndt            | Bahrain Victorious      | 38 pts                  |                         |
| 10è                     | Milan Menten            | Lotto Dstny             | 38 pts                  |                         |

| Classificació de la muntanya | Classificació de la muntanya | Classificació de la muntanya | Classificació de la muntanya | Classificació de la muntanya |
| Corredor                     | Corredor                     | Equip                        | Punts                        |                              |
| ---------------------------- | ---------------------------- | ---------------------------- | ---------------------------- | ---------------------------- |
| 1r                           | Julien Bernard               | Trek-Segafredo               | 64 pts                       |                              |
| 2n                           | Thomas De Gendt              | Lotto Dstny                  | 18 pts                       |                              |
| 3r                           | Adam Yates                   | UAE Team Emirates            | 17 pts                       |                              |
| 4t                           | Gleb Brussenskiy             | Astana Qazaqstan Team        | 15 pts                       |                              |
| 5è                           | Thomas Gloag                 | Jumbo-Visma                  | 13 pts                       |                              |
| 6è                           | Ben Zwiehoff                 | Bora-Hansgrohe               | 13 pts                       |                              |
| 7è                           | Dario Lillo                  | Suïssa                       | 12 pts                       |                              |
| 8è                           | Paul Lapeira                 | AG2R Citroën Team            | 10 pts                       |                              |
| 9è                           | Tom Bohli                    | Tudor Pro Cycling Team       | 10 pts                       |                              |
| 10è                          | Robert Stannard              | Alpecin-Deceuninck           | 9 pts                        |                              |

| Classificació de la muntanya | Classificació de la muntanya | Classificació de la muntanya | Classificació de la muntanya | Classificació de la muntanya |
| Corredor                     | Corredor                     | Equip                        | Punts                        |                              |
| ---------------------------- | ---------------------------- | ---------------------------- | ---------------------------- | ---------------------------- |
| 1r                           | Julien Bernard               | Trek-Segafredo               | 64 pts                       |                              |
| 2n                           | Thomas De Gendt              | Lotto Dstny                  | 18 pts                       |                              |
| 3r                           | Adam Yates                   | UAE Team Emirates            | 17 pts                       |                              |
| 4t                           | Gleb Brussenskiy             | Astana Qazaqstan Team        | 15 pts                       |                              |
| 5è                           | Thomas Gloag                 | Jumbo-Visma                  | 13 pts                       |                              |
| 6è                           | Ben Zwiehoff                 | Bora-Hansgrohe               | 13 pts                       |                              |
| 7è                           | Dario Lillo                  | Suïssa                       | 12 pts                       |                              |
| 8è                           | Paul Lapeira                 | AG2R Citroën Team            | 10 pts                       |                              |
| 9è                           | Tom Bohli                    | Tudor Pro Cycling Team       | 10 pts                       |                              |
| 10è                          | Robert Stannard              | Alpecin-Deceuninck           | 9 pts                        |                              |

| Classificació del millor jove | Classificació del millor jove | Classificació del millor jove | Classificació del millor jove | Classificació del millor jove |
| Corredor                      | Corredor                      | Equip                         | Temps                         |                               |
| ----------------------------- | ----------------------------- | ----------------------------- | ----------------------------- | ----------------------------- |
| 1r                            | Matteo Jorgenson              | Movistar Team                 | 17h 13' 01"                   |                               |
| 2n                            | Max Poole                     | Team DSM                      | + 19"                         |                               |
| 3r                            | Cian Uijtdebroeks             | Bora-Hansgrohe                | + 1' 02"                      |                               |
| 4t                            | Thomas Gloag                  | Jumbo-Visma                   | + 1' 55"                      |                               |
| 5è                            | Juan Ayuso Pesquera           | UAE Team Emirates             | + 2' 49"                      |                               |
| 6è                            | Filippo Zana                  | Team Jayco AlUla              | + 2' 52"                      |                               |
| 7è                            | Oscar Onley                   | Team DSM                      | + 3' 23"                      |                               |
| 8è                            | Lenny Martinez                | Groupama-FDJ                  | + 5' 07"                      |                               |
| 9è                            | Finn Fisher-Black             | UAE Team Emirates             | + 6' 00"                      |                               |
| 10è                           | Asbjørn Hellemose             | Trek-Segafredo                | + 12' 01"                     |                               |

| Classificació del millor jove | Classificació del millor jove | Classificació del millor jove | Classificació del millor jove | Classificació del millor jove |
| Corredor                      | Corredor                      | Equip                         | Temps                         |                               |
| ----------------------------- | ----------------------------- | ----------------------------- | ----------------------------- | ----------------------------- |
| 1r                            | Matteo Jorgenson              | Movistar Team                 | 17h 13' 01"                   |                               |
| 2n                            | Max Poole                     | Team DSM                      | + 19"                         |                               |
| 3r                            | Cian Uijtdebroeks             | Bora-Hansgrohe                | + 1' 02"                      |                               |
| 4t                            | Thomas Gloag                  | Jumbo-Visma                   | + 1' 55"                      |                               |
| 5è                            | Juan Ayuso Pesquera           | UAE Team Emirates             | + 2' 49"                      |                               |
| 6è                            | Filippo Zana                  | Team Jayco AlUla              | + 2' 52"                      |                               |
| 7è                            | Oscar Onley                   | Team DSM                      | + 3' 23"                      |                               |
| 8è                            | Lenny Martinez                | Groupama-FDJ                  | + 5' 07"                      |                               |
| 9è                            | Finn Fisher-Black             | UAE Team Emirates             | + 6' 00"                      |                               |
| 10è                           | Asbjørn Hellemose             | Trek-Segafredo                | + 12' 01"                     |                               |

| Classificació per equips | Classificació per equips | Classificació per equips | Classificació per equips |
| Equip                    | Equip                    | Temps                    |                          |
| ------------------------ | ------------------------ | ------------------------ | ------------------------ |
| 1r                       | UAE Team Emirates        | 51h 42' 21"              |                          |
| 2n                       | Team DSM                 | + 1' 01"                 |                          |
| 3r                       | Bahrain Victorious       | + 1' 22"                 |                          |
| 4t                       | Movistar Team            | + 3' 38"                 |                          |
| 5è                       | Ineos Grenadiers         | + 3' 55"                 |                          |
| 6è                       | Team Jayco AlUla         | + 7' 37"                 |                          |
| 7è                       | EF Education-EasyPost    | + 8' 00"                 |                          |
| 8è                       | Jumbo-Visma              | + 12' 47"                |                          |
| 9è                       | AG2R Citroën Team        | + 13' 29"                |                          |
| 10è                      | Tudor Pro Cycling Team   | + 16' 52"                |                          |

| Classificació per equips | Classificació per equips | Classificació per equips | Classificació per equips |
| Equip                    | Equip                    | Temps                    |                          |
| ------------------------ | ------------------------ | ------------------------ | ------------------------ |
| 1r                       | UAE Team Emirates        | 51h 42' 21"              |                          |
| 2n                       | Team DSM                 | + 1' 01"                 |                          |
| 3r                       | Bahrain Victorious       | + 1' 22"                 |                          |
| 4t                       | Movistar Team            | + 3' 38"                 |                          |
| 5è                       | Ineos Grenadiers         | + 3' 55"                 |                          |
| 6è                       | Team Jayco AlUla         | + 7' 37"                 |                          |
| 7è                       | EF Education-EasyPost    | + 8' 00"                 |                          |
| 8è                       | Jumbo-Visma              | + 12' 47"                |                          |
| 9è                       | AG2R Citroën Team        | + 13' 29"                |                          |
| 10è                      | Tudor Pro Cycling Team   | + 16' 52"                |                          |

## Evolució de les classificacions
| Etepa                  | Vencedor               | Classificació general | Classificació per punts | Classificació de la muntanya | Classificació dels joves | Premi de la combativitat 25px\|Combativitat | Classificació per equips |
| ---------------------- | ---------------------- | --------------------- | ----------------------- | ---------------------------- | ------------------------ | ------------------------------------------- | ------------------------ |
| P                      | Josef Černý            | Josef Černý           | Josef Černý             | no entregat                  | Ethan Vernon             | no entregat                                 | Soudal Quick-Step        |
| 1                      | Ethan Vernon           | Ethan Vernon          | Ethan Vernon            | Julien Bernard               | Ethan Vernon             | Julien Bernard                              | Soudal Quick-Step        |
| 2                      | Ethan Hayter           | Ethan Hayter          | Ethan Hayter            | Julien Bernard               | Juan Ayuso               | Gleb Brussenskiy                            | UAE Team Emirates        |
| 3                      | Juan Ayuso             | Juan Ayuso            | Ethan Hayter            | Julien Bernard               | Juan Ayuso               | no entregat                                 | UAE Team Emirates        |
| 4                      | Adam Yates             | Adam Yates            | Ethan Hayter            | Julien Bernard               | Matteo Jorgenson         | Thomas De Gendt                             | UAE Team Emirates        |
| 5                      | Fernando Gaviria       | Adam Yates            | Ethan Hayter            | Julien Bernard               | Matteo Jorgenson         | Alexander Kamp                              | UAE Team Emirates        |
| Classificacions finals | Classificacions finals | Adam Yates            | Ethan Hayter            | Julien Bernard               | Matteo Jorgenson         | Julien Bernard                              | UAE Team Emirates        |

## Llista de participants
| Bora-Hansgrohe BOH | Bora-Hansgrohe BOH          | Bora-Hansgrohe BOH |
| ------------------ | --------------------------- | ------------------ |
| Núm                | Ciclista                    | Pos                |
| 1                  | Sergio Higuita García (COL) | NP-3               |
| 2                  | Cesare Benedetti (POL)      | 101è               |
| 3                  | Nico Denz (GER)             | 77è                |
| 4                  | Bob Jungels (LUX) (crono)   | 42è                |
| 5                  | Luis-Joe Lührs (GER)        | 59è                |
| 6                  | Cian Uijtdebroeks (BEL)     | 6è                 |
| 7                  | Ben Zwiehoff (GER)          | 56è                |

| UAE Team Emirates UAD | UAE Team Emirates UAD     | UAE Team Emirates UAD |
| --------------------- | ------------------------- | --------------------- |
| Núm                   | Ciclista                  | Pos                   |
| 11                    | Adam Yates (GBR)          | 1r                    |
| 12                    | Ivo Oliveira (POR)        | 108è                  |
| 13                    | Juan Ayuso Pesquera (ESP) | 16è                   |
| 14                    | Mikkel Bjerg (DEN)        | 35è                   |
| 15                    | Finn Fisher-Black (NZL)   | 32è                   |
| 16                    | Rafał Majka (POL)         | 10è                   |
| 17                    | Domen Novak (SLO)         | 82è                   |

| Jumbo-Visma TJV | Jumbo-Visma TJV           | Jumbo-Visma TJV |
| --------------- | ------------------------- | --------------- |
| Núm             | Ciclista                  | Pos             |
| 21              | Steven Kruijswijk (NED)   | 31è             |
| 22              | Tobias Foss (NOR) (crono) | NP-4            |
| 23              | Robert Gesink (NED)       | NP-4            |
| 24              | Thomas Gloag (GBR)        | 11è             |
| 25              | Lennard Hofstede (NED)    | DNF-2           |
| 26              | Gijs Leemreize (NED)      | 64è             |
| 27              | Jos van Emden (NED)       | 92è             |

| Soudal Quick-Step SOQ | Soudal Quick-Step SOQ | Soudal Quick-Step SOQ |
| --------------------- | --------------------- | --------------------- |
| Núm                   | Ciclista              | Pos                   |
| 31                    | Rémi Cavagna (FRA)    | 46è                   |
| 32                    | Josef Černý (CZE)     | 93è                   |
| 33                    | Dries Devenyns (BEL)  | 99è                   |
| 34                    | James Knox (GBR)      | NP-2                  |
| 35                    | Fausto Masnada (ITA)  | NP-5                  |
| 36                    | Casper Pedersen (DEN) | 87è                   |
| 37                    | Ethan Vernon (GBR)    | 94è                   |

| Alpecin-Deceuninck ADC | Alpecin-Deceuninck ADC      | Alpecin-Deceuninck ADC |
| ---------------------- | --------------------------- | ---------------------- |
| Núm                    | Ciclista                    | Pos                    |
| 41                     | Quinten Hermans (BEL)       | 67è                    |
| 42                     | Tobias Bayer (AUT)          | DNF-4                  |
| 43                     | Jason Osborne (GER)         | 38è                    |
| 44                     | Kristian Sbaragli (ITA)     | 109è                   |
| 45                     | Robert Stannard (AUS)       | 90è                    |
| 46                     | Lionel Taminiaux (BEL)      | 119è                   |
| 47                     | Fabio Van den Bossche (BEL) | 111è                   |

| Trek-Segafredo TFS | Trek-Segafredo TFS           | Trek-Segafredo TFS |
| ------------------ | ---------------------------- | ------------------ |
| Núm                | Ciclista                     | Pos                |
| 51                 | Tony Gallopin (FRA)          | 44è                |
| 52                 | Julien Bernard (FRA)         | 86è                |
| 53                 | Marc Brustenga Masagué (ESP) | 115è               |
| 54                 | Kenny Elissonde (FRA)        | NP-5               |
| 55                 | Asbjørn Hellemose (DEN)      | 49è                |
| 56                 | Jacopo Mosca (ITA)           | 68è                |
| 57                 | Thibau Nys (BEL)             | 57è                |

| EF Education-EasyPost EFE | EF Education-EasyPost EFE             | EF Education-EasyPost EFE |
| ------------------------- | ------------------------------------- | ------------------------- |
| Núm                       | Ciclista                              | Pos                       |
| 61                        | Magnus Cort Nielsen (DEN)             | 69è                       |
| 62                        | Andrey Amador Bikkazakova (CRC)       | 78è                       |
| 63                        | Jonathan Caicedo Cepeda (ECU) (crono) | 24è                       |
| 64                        | Simon Carr (GBR)                      | NP-5                      |
| 65                        | Odd Christian Eiking (NOR)            | 37è                       |
| 66                        | Mark Padun (UKR)                      | DNF-4                     |
| 67                        | Sean Quinn (USA)                      | NP-2                      |

| Groupama-FDJ GFC | Groupama-FDJ GFC        | Groupama-FDJ GFC |
| ---------------- | ----------------------- | ---------------- |
| Núm              | Ciclista                | Pos              |
| 71               | Thibaut Pinot (FRA)     | 5è               |
| 72               | Lewis Askey (GBR)       | 104è             |
| 73               | Lorenzo Germani (ITA)   | 63è              |
| 74               | Mathieu Ladagnous (FRA) | 79è              |
| 75               | Lenny Martinez (FRA)    | 28è              |
| 76               | Enzo Paleni (FRA)       | 62è              |
| 77               | Reuben Thompson (NZL)   | 60è              |

| Movistar Team MOV | Movistar Team MOV             | Movistar Team MOV |
| ----------------- | ----------------------------- | ----------------- |
| Núm               | Ciclista                      | Pos               |
| 81                | Matteo Jorgenson (USA)        | 2n                |
| 82                | William Barta (USA)           | 13è               |
| 83                | Fernando Gaviria Rendón (COL) | 105è              |
| 84                | Gregor Mühlberger (AUT)       | 43è               |
| 85                | Nélson Oliveira (POR)         | 26è               |
| 86                | Iván Romeo Abad (ESP)         | 102è              |
| 87                | Sergio Samitier (ESP)         | 52è               |

| Bahrain Victorious TBV | Bahrain Victorious TBV      | Bahrain Victorious TBV |
| ---------------------- | --------------------------- | ---------------------- |
| Núm                    | Ciclista                    | Pos                    |
| 91                     | Gino Mäder (SUI)            | 15è                    |
| 92                     | Nikias Arndt (GER)          | 75è                    |
| 93                     | Damiano Caruso (ITA)        | 3r                     |
| 94                     | Rainer Kepplinger (AUT)     | 14è                    |
| 95                     | Filip Maciejuk (POL)        | 95è                    |
| 96                     | Johan Price-Pejtersen (DEN) | NP-5                   |
| 97                     | Dušan Rajović (SRB) (crono) | NP-5                   |

| Ineos Grenadiers IGD | Ineos Grenadiers IGD               | Ineos Grenadiers IGD |
| -------------------- | ---------------------------------- | -------------------- |
| Núm                  | Ciclista                           | Pos                  |
| 101                  | Egan Bernal Gómez (COL)            | 8è                   |
| 102                  | Jonathan Castroviejo Nicolás (ESP) | 12è                  |
| 103                  | Ethan Hayter (GBR) (crono)         | 20è                  |
| 104                  | Jhonatan Narváez Prado (ECU)       | 40è                  |
| 105                  | Brandon Rivera (COL)               | DNF-5                |
| 106                  | Elia Viviani (ITA)                 | DNF-5                |
| 107                  | Cameron Wurf (AUS)                 | 112è                 |

| Team Jayco AlUla JAY | Team Jayco AlUla JAY          | Team Jayco AlUla JAY |
| -------------------- | ----------------------------- | -------------------- |
| Núm                  | Ciclista                      | Pos                  |
| 111                  | Simon Yates (GBR)             | DNF-1                |
| 112                  | Lawson Craddock (USA) (crono) | 73è                  |
| 113                  | Edward Dunbar (IRL)           | 9è                   |
| 114                  | Chris Harper (AUS)            | 36è                  |
| 115                  | Christopher Juul-Jensen (DEN) | NP-5                 |
| 116                  | Matteo Sobrero (ITA)          | 48è                  |
| 117                  | Filippo Zana (ITA) (ruta)     | 17è                  |

| Team DSM DSM | Team DSM DSM          | Team DSM DSM |
| ------------ | --------------------- | ------------ |
| Núm          | Ciclista              | Pos          |
| 121          | Romain Bardet (FRA)   | 7è           |
| 122          | Marco Brenner (GER)   | 96è          |
| 123          | Alberto Dainese (ITA) | NP-3         |
| 124          | Chris Hamilton (AUS)  | 61è          |
| 125          | Niklas Märkl (GER)    | NP-3         |
| 126          | Oscar Onley (GBR)     | 23è          |
| 127          | Max Poole (GBR)       | 4t           |

| AG2R Citroën Team ACT | AG2R Citroën Team ACT   | AG2R Citroën Team ACT |
| --------------------- | ----------------------- | --------------------- |
| Núm                   | Ciclista                | Pos                   |
| 131                   | Clément Berthet (FRA)   | 27è                   |
| 132                   | Geoffrey Bouchard (FRA) | 22è                   |
| 133                   | Dorian Godon (FRA)      | 65è                   |
| 134                   | Paul Lapeira (FRA)      | 80è                   |
| 135                   | Nans Peters (FRA)       | 39è                   |
| 136                   | Michael Schär (SUI)     | 50è                   |
| 137                   | Clément Venturini (FRA) | 70è                   |

| Intermarché-Circus-Wanty ICW | Intermarché-Circus-Wanty ICW     | Intermarché-Circus-Wanty ICW |
| ---------------------------- | -------------------------------- | ---------------------------- |
| Núm                          | Ciclista                         | Pos                          |
| 141                          | Louis Meintjes (RSA)             | 19è                          |
| 142                          | Niccolò Bonifazio (ITA)          | 107è                         |
| 143                          | Lilian Calmejane (FRA)           | NP-5                         |
| 144                          | Rui Alberto Faria da Costa (POR) | DNF-1                        |
| 145                          | Kobe Goossens (BEL)              | NP-4                         |
| 146                          | Dion Smith (NZL)                 | 98è                          |
| 147                          | Rein Taaramäe (EST) (crono)      | 25è                          |

| Cofidis COF | Cofidis COF                 | Cofidis COF |
| ----------- | --------------------------- | ----------- |
| Núm         | Ciclista                    | Pos         |
| 151         | Ion Izagirre Insausti (ESP) | NP-3        |
| 152         | Thomas Champion (FRA)       | NP-5        |
| 153         | Eddy Finé (FRA)             | 88è         |
| 154         | Simon Geschke (GER)         | 89è         |
| 155         | Jesús Herrada López (ESP)   | 30è         |
| 156         | Anthony Perez (FRA)         | NP-3        |
| 157         | Pierre-Luc Périchon (FRA)   | DNF-4       |

| Arkéa-Samsic ARK | Arkéa-Samsic ARK                | Arkéa-Samsic ARK |
| ---------------- | ------------------------------- | ---------------- |
| Núm              | Ciclista                        | Pos              |
| 161              | Kévin Vauquelin (FRA)           | DNF-2            |
| 162              | Clément Champoussin (FRA)       | 47è              |
| 163              | Ewen Costiou (FRA)              | DNF-5            |
| 164              | Kévin Ledanois (FRA)            | 83è              |
| 165              | Luca Mozzato (ITA)              | 106è             |
| 166              | Andri Ponomar (UKR) (ruta)      | DNF-1            |
| 167              | Cristián Rodríguez Martín (ESP) | 41è              |

| Astana Qazaqstan Team AST | Astana Qazaqstan Team AST   | Astana Qazaqstan Team AST |
| ------------------------- | --------------------------- | ------------------------- |
| Núm                       | Ciclista                    | Pos                       |
| 171                       | Aleksei Lutsenko (KAZ)      | NP-1                      |
| 172                       | Leonardo Basso (ITA)        | 116è                      |
| 173                       | Gleb Brussenskiy (KAZ)      | 110è                      |
| 174                       | Mark Cavendish (GBR) (ruta) | DNF-1                     |
| 175                       | Gianmarco Garofoli (ITA)    | 66è                       |
| 176                       | Antonio Nibali (ITA)        | 58è                       |
| 177                       | Harold Tejada (COL)         | 21è                       |

| Lotto Dstny LTD | Lotto Dstny LTD          | Lotto Dstny LTD |
| --------------- | ------------------------ | --------------- |
| Núm             | Ciclista                 | Pos             |
| 181             | Eduardo Sepúlveda (ARG)  | 29è             |
| 182             | Johannes Adamietz (GER)  | 53è             |
| 183             | Thomas De Gendt (BEL)    | 81è             |
| 184             | Milan Menten (BEL)       | 84è             |
| 185             | Sylvain Moniquet (BEL)   | 33è             |
| 186             | Mathijs Paasschens (NED) | 51è             |
| 187             | Harry Sweeny (AUS)       | 45è             |

| Israel-Premier Tech IPT | Israel-Premier Tech IPT  | Israel-Premier Tech IPT |
| ----------------------- | ------------------------ | ----------------------- |
| Núm                     | Ciclista                 | Pos                     |
| 191                     | Michael Woods (CAN)      | DNF-4                   |
| 192                     | Christopher Froome (GBR) | 97è                     |
| 193                     | Reto Hollenstein (SUI)   | 74è                     |
| 194                     | Mason Hollyman (GBR)     | DNF-4                   |
| 195                     | Giacomo Nizzolo (ITA)    | DNF-4                   |
| 196                     | Nick Schultz (AUS)       | 55è                     |
| 197                     | Rick Zabel (GER)         | DNF-1                   |

| Tudor Pro Cycling Team TUD | Tudor Pro Cycling Team TUD  | Tudor Pro Cycling Team TUD |
| -------------------------- | --------------------------- | -------------------------- |
| Núm                        | Ciclista                    | Pos                        |
| 201                        | Sébastien Reichenbach (SUI) | 34è                        |
| 202                        | Tom Bohli (SUI)             | 114è                       |
| 203                        | Alexander Kamp (DEN) (ruta) | 72è                        |
| 204                        | Arthur Kluckers (LUX)       | 100è                       |
| 205                        | Joel Suter (SUI) (crono)    | 71è                        |
| 206                        | Yannis Voisard (SUI)        | 18è                        |
| 207                        | Luc Wirtgen (LUX)           | 76è                        |

| Suïssa SUI | Suïssa SUI     | Suïssa SUI |
| ---------- | -------------- | ---------- |
| Núm        | Ciclista       | Pos        |
| 211        | Jan Christen   | 54è        |
| 212        | Antoine Aebi   | 118è       |
| 213        | Jonathan Bogli | 103è       |
| 214        | Antoine Debons | 85è        |
| 215        | Dario Lillo    | 113è       |
| 216        | Jan Sommer     | 91è        |
| 217        | Jan Stöckli    | 117è       |

| Bora-Hansgrohe BOH | Bora-Hansgrohe BOH          | Bora-Hansgrohe BOH |
| ------------------ | --------------------------- | ------------------ |
| Núm                | Ciclista                    | Pos                |
| 1                  | Sergio Higuita García (COL) | NP-3               |
| 2                  | Cesare Benedetti (POL)      | 101è               |
| 3                  | Nico Denz (GER)             | 77è                |
| 4                  | Bob Jungels (LUX) (crono)   | 42è                |
| 5                  | Luis-Joe Lührs (GER)        | 59è                |
| 6                  | Cian Uijtdebroeks (BEL)     | 6è                 |
| 7                  | Ben Zwiehoff (GER)          | 56è                |

| UAE Team Emirates UAD | UAE Team Emirates UAD     | UAE Team Emirates UAD |
| --------------------- | ------------------------- | --------------------- |
| Núm                   | Ciclista                  | Pos                   |
| 11                    | Adam Yates (GBR)          | 1r                    |
| 12                    | Ivo Oliveira (POR)        | 108è                  |
| 13                    | Juan Ayuso Pesquera (ESP) | 16è                   |
| 14                    | Mikkel Bjerg (DEN)        | 35è                   |
| 15                    | Finn Fisher-Black (NZL)   | 32è                   |
| 16                    | Rafał Majka (POL)         | 10è                   |
| 17                    | Domen Novak (SLO)         | 82è                   |

| Jumbo-Visma TJV | Jumbo-Visma TJV           | Jumbo-Visma TJV |
| --------------- | ------------------------- | --------------- |
| Núm             | Ciclista                  | Pos             |
| 21              | Steven Kruijswijk (NED)   | 31è             |
| 22              | Tobias Foss (NOR) (crono) | NP-4            |
| 23              | Robert Gesink (NED)       | NP-4            |
| 24              | Thomas Gloag (GBR)        | 11è             |
| 25              | Lennard Hofstede (NED)    | DNF-2           |
| 26              | Gijs Leemreize (NED)      | 64è             |
| 27              | Jos van Emden (NED)       | 92è             |

| Soudal Quick-Step SOQ | Soudal Quick-Step SOQ | Soudal Quick-Step SOQ |
| --------------------- | --------------------- | --------------------- |
| Núm                   | Ciclista              | Pos                   |
| 31                    | Rémi Cavagna (FRA)    | 46è                   |
| 32                    | Josef Černý (CZE)     | 93è                   |
| 33                    | Dries Devenyns (BEL)  | 99è                   |
| 34                    | James Knox (GBR)      | NP-2                  |
| 35                    | Fausto Masnada (ITA)  | NP-5                  |
| 36                    | Casper Pedersen (DEN) | 87è                   |
| 37                    | Ethan Vernon (GBR)    | 94è                   |

| Alpecin-Deceuninck ADC | Alpecin-Deceuninck ADC      | Alpecin-Deceuninck ADC |
| ---------------------- | --------------------------- | ---------------------- |
| Núm                    | Ciclista                    | Pos                    |
| 41                     | Quinten Hermans (BEL)       | 67è                    |
| 42                     | Tobias Bayer (AUT)          | DNF-4                  |
| 43                     | Jason Osborne (GER)         | 38è                    |
| 44                     | Kristian Sbaragli (ITA)     | 109è                   |
| 45                     | Robert Stannard (AUS)       | 90è                    |
| 46                     | Lionel Taminiaux (BEL)      | 119è                   |
| 47                     | Fabio Van den Bossche (BEL) | 111è                   |

| Trek-Segafredo TFS | Trek-Segafredo TFS           | Trek-Segafredo TFS |
| ------------------ | ---------------------------- | ------------------ |
| Núm                | Ciclista                     | Pos                |
| 51                 | Tony Gallopin (FRA)          | 44è                |
| 52                 | Julien Bernard (FRA)         | 86è                |
| 53                 | Marc Brustenga Masagué (ESP) | 115è               |
| 54                 | Kenny Elissonde (FRA)        | NP-5               |
| 55                 | Asbjørn Hellemose (DEN)      | 49è                |
| 56                 | Jacopo Mosca (ITA)           | 68è                |
| 57                 | Thibau Nys (BEL)             | 57è                |

| EF Education-EasyPost EFE | EF Education-EasyPost EFE             | EF Education-EasyPost EFE |
| ------------------------- | ------------------------------------- | ------------------------- |
| Núm                       | Ciclista                              | Pos                       |
| 61                        | Magnus Cort Nielsen (DEN)             | 69è                       |
| 62                        | Andrey Amador Bikkazakova (CRC)       | 78è                       |
| 63                        | Jonathan Caicedo Cepeda (ECU) (crono) | 24è                       |
| 64                        | Simon Carr (GBR)                      | NP-5                      |
| 65                        | Odd Christian Eiking (NOR)            | 37è                       |
| 66                        | Mark Padun (UKR)                      | DNF-4                     |
| 67                        | Sean Quinn (USA)                      | NP-2                      |

| Groupama-FDJ GFC | Groupama-FDJ GFC        | Groupama-FDJ GFC |
| ---------------- | ----------------------- | ---------------- |
| Núm              | Ciclista                | Pos              |
| 71               | Thibaut Pinot (FRA)     | 5è               |
| 72               | Lewis Askey (GBR)       | 104è             |
| 73               | Lorenzo Germani (ITA)   | 63è              |
| 74               | Mathieu Ladagnous (FRA) | 79è              |
| 75               | Lenny Martinez (FRA)    | 28è              |
| 76               | Enzo Paleni (FRA)       | 62è              |
| 77               | Reuben Thompson (NZL)   | 60è              |

| Movistar Team MOV | Movistar Team MOV             | Movistar Team MOV |
| ----------------- | ----------------------------- | ----------------- |
| Núm               | Ciclista                      | Pos               |
| 81                | Matteo Jorgenson (USA)        | 2n                |
| 82                | William Barta (USA)           | 13è               |
| 83                | Fernando Gaviria Rendón (COL) | 105è              |
| 84                | Gregor Mühlberger (AUT)       | 43è               |
| 85                | Nélson Oliveira (POR)         | 26è               |
| 86                | Iván Romeo Abad (ESP)         | 102è              |
| 87                | Sergio Samitier (ESP)         | 52è               |

| Bahrain Victorious TBV | Bahrain Victorious TBV      | Bahrain Victorious TBV |
| ---------------------- | --------------------------- | ---------------------- |
| Núm                    | Ciclista                    | Pos                    |
| 91                     | Gino Mäder (SUI)            | 15è                    |
| 92                     | Nikias Arndt (GER)          | 75è                    |
| 93                     | Damiano Caruso (ITA)        | 3r                     |
| 94                     | Rainer Kepplinger (AUT)     | 14è                    |
| 95                     | Filip Maciejuk (POL)        | 95è                    |
| 96                     | Johan Price-Pejtersen (DEN) | NP-5                   |
| 97                     | Dušan Rajović (SRB) (crono) | NP-5                   |

| Ineos Grenadiers IGD | Ineos Grenadiers IGD               | Ineos Grenadiers IGD |
| -------------------- | ---------------------------------- | -------------------- |
| Núm                  | Ciclista                           | Pos                  |
| 101                  | Egan Bernal Gómez (COL)            | 8è                   |
| 102                  | Jonathan Castroviejo Nicolás (ESP) | 12è                  |
| 103                  | Ethan Hayter (GBR) (crono)         | 20è                  |
| 104                  | Jhonatan Narváez Prado (ECU)       | 40è                  |
| 105                  | Brandon Rivera (COL)               | DNF-5                |
| 106                  | Elia Viviani (ITA)                 | DNF-5                |
| 107                  | Cameron Wurf (AUS)                 | 112è                 |

| Team Jayco AlUla JAY | Team Jayco AlUla JAY          | Team Jayco AlUla JAY |
| -------------------- | ----------------------------- | -------------------- |
| Núm                  | Ciclista                      | Pos                  |
| 111                  | Simon Yates (GBR)             | DNF-1                |
| 112                  | Lawson Craddock (USA) (crono) | 73è                  |
| 113                  | Edward Dunbar (IRL)           | 9è                   |
| 114                  | Chris Harper (AUS)            | 36è                  |
| 115                  | Christopher Juul-Jensen (DEN) | NP-5                 |
| 116                  | Matteo Sobrero (ITA)          | 48è                  |
| 117                  | Filippo Zana (ITA) (ruta)     | 17è                  |

| Team DSM DSM | Team DSM DSM          | Team DSM DSM |
| ------------ | --------------------- | ------------ |
| Núm          | Ciclista              | Pos          |
| 121          | Romain Bardet (FRA)   | 7è           |
| 122          | Marco Brenner (GER)   | 96è          |
| 123          | Alberto Dainese (ITA) | NP-3         |
| 124          | Chris Hamilton (AUS)  | 61è          |
| 125          | Niklas Märkl (GER)    | NP-3         |
| 126          | Oscar Onley (GBR)     | 23è          |
| 127          | Max Poole (GBR)       | 4t           |

| AG2R Citroën Team ACT | AG2R Citroën Team ACT   | AG2R Citroën Team ACT |
| --------------------- | ----------------------- | --------------------- |
| Núm                   | Ciclista                | Pos                   |
| 131                   | Clément Berthet (FRA)   | 27è                   |
| 132                   | Geoffrey Bouchard (FRA) | 22è                   |
| 133                   | Dorian Godon (FRA)      | 65è                   |
| 134                   | Paul Lapeira (FRA)      | 80è                   |
| 135                   | Nans Peters (FRA)       | 39è                   |
| 136                   | Michael Schär (SUI)     | 50è                   |
| 137                   | Clément Venturini (FRA) | 70è                   |

| Intermarché-Circus-Wanty ICW | Intermarché-Circus-Wanty ICW     | Intermarché-Circus-Wanty ICW |
| ---------------------------- | -------------------------------- | ---------------------------- |
| Núm                          | Ciclista                         | Pos                          |
| 141                          | Louis Meintjes (RSA)             | 19è                          |
| 142                          | Niccolò Bonifazio (ITA)          | 107è                         |
| 143                          | Lilian Calmejane (FRA)           | NP-5                         |
| 144                          | Rui Alberto Faria da Costa (POR) | DNF-1                        |
| 145                          | Kobe Goossens (BEL)              | NP-4                         |
| 146                          | Dion Smith (NZL)                 | 98è                          |
| 147                          | Rein Taaramäe (EST) (crono)      | 25è                          |

| Cofidis COF | Cofidis COF                 | Cofidis COF |
| ----------- | --------------------------- | ----------- |
| Núm         | Ciclista                    | Pos         |
| 151         | Ion Izagirre Insausti (ESP) | NP-3        |
| 152         | Thomas Champion (FRA)       | NP-5        |
| 153         | Eddy Finé (FRA)             | 88è         |
| 154         | Simon Geschke (GER)         | 89è         |
| 155         | Jesús Herrada López (ESP)   | 30è         |
| 156         | Anthony Perez (FRA)         | NP-3        |
| 157         | Pierre-Luc Périchon (FRA)   | DNF-4       |

| Arkéa-Samsic ARK | Arkéa-Samsic ARK                | Arkéa-Samsic ARK |
| ---------------- | ------------------------------- | ---------------- |
| Núm              | Ciclista                        | Pos              |
| 161              | Kévin Vauquelin (FRA)           | DNF-2            |
| 162              | Clément Champoussin (FRA)       | 47è              |
| 163              | Ewen Costiou (FRA)              | DNF-5            |
| 164              | Kévin Ledanois (FRA)            | 83è              |
| 165              | Luca Mozzato (ITA)              | 106è             |
| 166              | Andri Ponomar (UKR) (ruta)      | DNF-1            |
| 167              | Cristián Rodríguez Martín (ESP) | 41è              |

| Astana Qazaqstan Team AST | Astana Qazaqstan Team AST   | Astana Qazaqstan Team AST |
| ------------------------- | --------------------------- | ------------------------- |
| Núm                       | Ciclista                    | Pos                       |
| 171                       | Aleksei Lutsenko (KAZ)      | NP-1                      |
| 172                       | Leonardo Basso (ITA)        | 116è                      |
| 173                       | Gleb Brussenskiy (KAZ)      | 110è                      |
| 174                       | Mark Cavendish (GBR) (ruta) | DNF-1                     |
| 175                       | Gianmarco Garofoli (ITA)    | 66è                       |
| 176                       | Antonio Nibali (ITA)        | 58è                       |
| 177                       | Harold Tejada (COL)         | 21è                       |

| Lotto Dstny LTD | Lotto Dstny LTD          | Lotto Dstny LTD |
| --------------- | ------------------------ | --------------- |
| Núm             | Ciclista                 | Pos             |
| 181             | Eduardo Sepúlveda (ARG)  | 29è             |
| 182             | Johannes Adamietz (GER)  | 53è             |
| 183             | Thomas De Gendt (BEL)    | 81è             |
| 184             | Milan Menten (BEL)       | 84è             |
| 185             | Sylvain Moniquet (BEL)   | 33è             |
| 186             | Mathijs Paasschens (NED) | 51è             |
| 187             | Harry Sweeny (AUS)       | 45è             |

| Israel-Premier Tech IPT | Israel-Premier Tech IPT  | Israel-Premier Tech IPT |
| ----------------------- | ------------------------ | ----------------------- |
| Núm                     | Ciclista                 | Pos                     |
| 191                     | Michael Woods (CAN)      | DNF-4                   |
| 192                     | Christopher Froome (GBR) | 97è                     |
| 193                     | Reto Hollenstein (SUI)   | 74è                     |
| 194                     | Mason Hollyman (GBR)     | DNF-4                   |
| 195                     | Giacomo Nizzolo (ITA)    | DNF-4                   |
| 196                     | Nick Schultz (AUS)       | 55è                     |
| 197                     | Rick Zabel (GER)         | DNF-1                   |

| Tudor Pro Cycling Team TUD | Tudor Pro Cycling Team TUD  | Tudor Pro Cycling Team TUD |
| -------------------------- | --------------------------- | -------------------------- |
| Núm                        | Ciclista                    | Pos                        |
| 201                        | Sébastien Reichenbach (SUI) | 34è                        |
| 202                        | Tom Bohli (SUI)             | 114è                       |
| 203                        | Alexander Kamp (DEN) (ruta) | 72è                        |
| 204                        | Arthur Kluckers (LUX)       | 100è                       |
| 205                        | Joel Suter (SUI) (crono)    | 71è                        |
| 206                        | Yannis Voisard (SUI)        | 18è                        |
| 207                        | Luc Wirtgen (LUX)           | 76è                        |

| Suïssa SUI | Suïssa SUI     | Suïssa SUI |
| ---------- | -------------- | ---------- |
| Núm        | Ciclista       | Pos        |
| 211        | Jan Christen   | 54è        |
| 212        | Antoine Aebi   | 118è       |
| 213        | Jonathan Bogli | 103è       |
| 214        | Antoine Debons | 85è        |
| 215        | Dario Lillo    | 113è       |
| 216        | Jan Sommer     | 91è        |
| 217        | Jan Stöckli    | 117è       |